# Heteromorpha gossweileri
Heteromorpha gossweileri är en växtart i släktet Heteromorpha och familjen flockblommiga växter. Den beskrevs av Cecil Norman som Annesorhiza gossweileri, och fick sitt nu gällande namn av samme Norman 1933.
Arten är en mindre buske som förekommer i Centralafrikanska republiken, Angola och Zambia.